# جورج پاکوس
جورج پاکوس (انگلیسی: George Pakos؛ زادهٔ ۱۴ ژوئیهٔ ۱۹۵۲) بازیکن فوتبال اهل کانادا بود.
وی همچنین در تیم ملی فوتبال کانادا بازی کرده‌است.